# Волін (острів)
Во́лін (пол. Wolin, нім. Wollin) — острів у Балтійському морі. Належить до Західнопоморського воєводства, Польща.

## Транспорт
Острови Волін та Узедом з'єднані поромними переправами через річку Свіна (пол. Świna). З материковою Польщею острів з'єднають автомобільні мости через річку Дзівна (пол. Dziwna) біля міст Волін (пол. Wolin) і Дзівнув (пол. Dziwnów) та залізничний міст біля міста Волін. Через острів пролягає європейський маршрут Е65, який переходить у поромну переправу Свіноуйсьце-Істад. Також є поромна переправа Свіноуйсьце-Копенгаген.

## Туризм
Відомі курорти: Мендзиздроє (пол. Międzyzdroje), Дзівнув. Біля міста Мендзиздроє розташований Волінський національний парк. До 1996 року парк займав площу 4844 га, а згодом до його території було включено одну милю морських прибережних вод, архіпелаг островів та води Щецінської затоки. Таким чином, Волінський національний парк став першим у Польщі морським парком. Зараз він займає 10937 га.

## Історичні пам'ятки
В 2023 році, перед будівництвом оглядової вежі на острові Волін, археологи знайшли залишки фортеці X ст. Ця знахідка може допомогти відкрити одну з найбільших таємниць епохи вікінгів, а саме підтвердження факту, що вікінги створювали аванпости на балтійському узбережжі сучасної Польщі. Теперішня знахідка могла бути саме цією фортецею. Ще у 1930-х роках група дослідників проводила розкопки на острові Волін, яка намагалася спростувати твердження поляків про те, що цю місцевість населяли слов'яни. Тоді дослідники знайшли декілька артефактів, але слідів фортеці вікінгів не знайшли.